# Castello di Zwernitz
Il medievale castello di Zwernitz (in lingua tedesca: Burg Zwernitz) è stato edificato nel 1163 dalla famiglia Walpot. Il castello è situato nella città bavarese di Bayreuth, in Germania.